# 古屋事件
古屋事件（ふるやじけん）は、1939年から1940年にかけて発生したペルー日本人移民の古屋時次郎の身柄を巡るペルー政府とリマの日本領事館の間の係争事件。1940年に日本人移民の経営していた商店などが破壊、掠奪されたリマ排日暴動事件の引き金となったとされる。

## 事件の背景

### 日本人契約移民の概要
ペルーへの日本人契約の始まりは、公には1898年にペルー政府が日本人契約移民の入国を許可し、1899年に最初の移民790名が渡航したことに始まる。1899年から1907年の間に契約移民6295人がペルーに入り、そのうち約92%の5777人が太平洋沿岸の綿花などのプランテーションへ送り込まれた。
1923年にペルー政府と日本政府の間で合意の上に契約移民が廃止になった。廃止の理由として、日本政府は、移民者の低賃金と渡航費の持ち出しが移民を利さないとし、ペルー政府は日本移民が社会問題化していることを挙げた。

### ペルーでの日本人移民の状態
1936年にペルー政府が公表した、ペルー在住の外国人数によると、日本人は2万2560人で、全外国人の46.7%を占めていた。また日系移民の約6割がリマ、カヤオの都市部に居住していた。
移民制限並営業職業制限令で外国人経営の数をそれぞれ全体の２割以内に制限したが、事実上実施されていない状況で、日本人経営の店がペルー人経営を圧迫していた。

#### 移民者の心情
日本移民の大半は、いずれ日本に帰国するつもりの出稼ぎ移民であった。強固な日本帰国思考の移民たちは、子弟を日本の親類のもとに送って日本で教育を受けさせた。

### ペルー国内の排日気運の醸成
1920年前後から排日気運の醸成されていった。
1929年の世界恐慌による鉱物資源の輸出の激減によりペルー経済も危機的状況に陥った。長期政権を築いていたレギーア大統領への不満が高まっていた。1930年8月、軍人のサンチェス・セーロがクーデターを起こし、政権をにぎった。このペルー国内のクーデターに乗じ、日本人経営の経営する店の破壊や掠奪行為が起きた。しかしこの時の暴動は、必ずしも日系移民をターゲットにしたものではなかった。
こうした排日運動が起きる状況を産んだ背景は、1931年に、当時リマに公使として駐在していた来栖三郎が日本外務省に送った報告書「秘露ニ於ケル排日運動」の中でも指摘されていた。以下に、来栖公使が指摘した要因を示す。
- アマゾンの未開の地に入植したはずの日本人が、リマ首都圏など都市部に集まって商業を始めたこと[11]
- 日本人経営の店が競合するペルー人の仕事を奪っていったこと[12]
- 日本人経営の店は、零細かつ家族ぐるみで行われ、ペルー人を雇用するような規模にならなかったこと[注釈 2]
- 特に飲食店での不潔さが問題になるなど、日本人経営の店は設備が悪かったこと[12]。
- 日本人はペルー人から見ると寡黙であり、ペルー人と積極的に交流を持たなかったこと[13]

### 駐ペルー日本公館の状況
ペルーのリマには日本の公使館と領事館が置かれ、ペルー政府への対応は公使が行い、在留日本人や日本人移民の対応は、領事の仕事であった。当時の領事の権限は非常に強く、日本国籍保持者は彼らの一存で日本に強制送還できた。また当然のことなが官吏として日本政府の外交基本方針を遵守実行し、在留日本人を指導することが求められた。
1930年代の日本外務省の領事に対する要請の一つは、満州事変や日中戦争による緊張した国際情勢の中で日本の置かれた厳しい状況を在留日本人に深く理解させ、同意させ、団結をはかることにあった。しかし、在外公館が行ったこのような指導は、結果的に日本人移民がペルー社会への同化の拒絶に対しても正当性を与えることになった。
1939年の中頃、佐藤舜が領事としてリマに赴任してきた。佐藤領事は、赴任当時33歳と弱輩であり、相手に甘くみられないようにするためなのか、必要以上に威圧的な態度で臨んだといわれる。ペルーには北田正元が、佐藤の前年の1938年に公使として赴任していた。北田は穏健な態度で物事をすすめようとしたが、強引に物事を進めようとする佐藤とは馬が合わなかった。両者の関係は次第に対立するようになった。

## 事件の経過

### 日系移民内での摩擦
栗本新蔵は、熊本県の出身で、先にペルーに移民していた兄の呼び寄せにより、1914年（大正3年）ペルーへ渡った。この兄の事業を継承する形で理髪店に入った。その仕事ぶりは熱心で、店舗の充実にも力をいれていた。1935年当時（昭和10年頃）、日本ではパーマネントが流行の兆しをみせていた。栗本は、これにいち早く反応し、日本からリマの自分が経営する店に取り入れた。これが評判をよび、店は繁盛した。また栗本は、理髪業者組合の組合長を勤めており、リマの日本人移民の中で有力者であった。
この状況に目をつけた静岡出身の古屋時次郎は、すぐに日本に一時帰国しパーマネントの技能を習得した。再びリマに戻り、パーマネントも扱う「サロン・ホリウッド」（原文ママ）を開業した。
古屋はいわゆるやり手であった。古屋の店は繁盛し、アメリカ製のパーマネントの最新機械を買い入れ、大統領夫人をはじめ有名人や有力者も客につくようになった。古屋の妻、古屋リエは後年インタビューに、「義侠心があり親分肌で、人の借金の保証人になり大きな被害を受けたり、競馬に入れあげたりと困った」と話している。また古屋はペルーに帰化し、ペルー人の友人も多かった。このような古屋の性格と行動は、栗本など日本人移民の同業者の強い反感を買うことになった。

### リマ日本領事館の介入
1939年中頃、リマの日本人移民経営の40軒が不衛生を理由に営業停止を命ずる指導がでた。日本領事館の佐藤領事は、この命令撤回のためにペルー政府に掛け合ったが、事態はなかなか動かなかった。一方で、古屋は、ペルー人の友人を通じて、この営業停止の取り締まりの緩和を独自に勝ち取った。この古屋の行動は佐藤領事の面目を潰すことになった。
佐藤領事らは、栗本ら日本人移民の理髪業者と謀り、古屋をペルー中央日本人会から除名した。古屋は反発し、領事館とペルー中央日本人会を非難した。佐藤領事は、これを反日的、反祖国的であるとして強制送還する処分を画策した。しかし古屋はすでにペルーに帰化していた。従って強制送還するにはペルー内務省の命令書が必要であった。

### 古屋の強制送還
佐藤領事は、自らペルー政府宛の古屋送還要請状を作成し、北田公使に署名せよと迫った。1939年12月27日、佐藤領事はペルー内務大臣の命令書を入手。領事館に嘱託で働いていた日本人移民の早坂に命じ、計画が実行されることになった。
12月27日の夜、古屋の夫婦と、住み込みで見習いとして働いていたペルー人の女性、マルタ・コスタが在宅であった。早坂が率いる一団は夜陰に乗じて古屋宅に侵入し、古屋らを拘束した。この時、マルタ・コスタも、一緒に領事館に連行した。マルタ・コスタはすぐに解放されたが、古屋は顔が腫れ上がるほどの暴行を受けた。翌12月28日、実行メンバーは古屋をカヤオ港に連行し、銀洋丸に乗せて日本に強制送還した。

### ペルー政府の対応
事態を察知した古屋の知人らは、ペルー当局に通報を行った。すぐにリマ知事は命令書を発行し、出港しようとしていた銀洋丸を停船させ、古屋を保護した。またペルー政府は、強制送還には同意したが、私宅に入り暴力を振るって拉致したことは、主権の侵害であるとし、リマ日本領事館に対して抗議を行った。
ペルー警察はペルー中央日本人会の幹部を拘束し、家宅捜索を行った。このとき押収された書類のなかに、佐藤領事に不利な証拠があり、ペルー当局の悪感情を招いたともいわれている。

## 事件の影響
事件に巻き込まれたペルー人のマルタ・コスタが入院、外科手術の末、1940年2月に死亡した。ラ・クロニクル紙など、元々から排日記事を掲載していた新聞は、コスタの死亡原因は古屋宅に侵入した際の殴打が原因であると書きたてた。さらに時間が経過しても、事件の報道は収束せず、4月5日と5月9日にペルーの上院秘密会議でマルタ・コスタの死亡原因についての質疑が行われた。
まとめると、古屋事件は、以下の3つの状況を生み出した。
- ペルーの新聞に排日報道を過熱させ、日本の北田公使および佐藤領事らはそれを放置した[21][22]。
- 北田公使と佐藤領事の不仲が決定的になった[19]。
- 日本の在ペルー公使館および領事館と、ペルー政府との間に相互不信が生じた[22]。

ペルー側が期待していたのは、日本領事館の率直な謝罪であった。4月の中旬に大統領秘書は日本公使館の通訳官に対して、事件の責任を取り佐藤領事の更迭を暗に要求した。しかし、古屋事件に対して佐藤領事やペルー中央日本人会は無関係を装った。さらに、この問題を取り上げるリマの新聞社に対して、沈静化するための工作を行った。しかし効果はなかった。
そして、事態が改善されないまま1940年5月13日に大規模な排日暴動事件が起こることになる。